# Zabawa

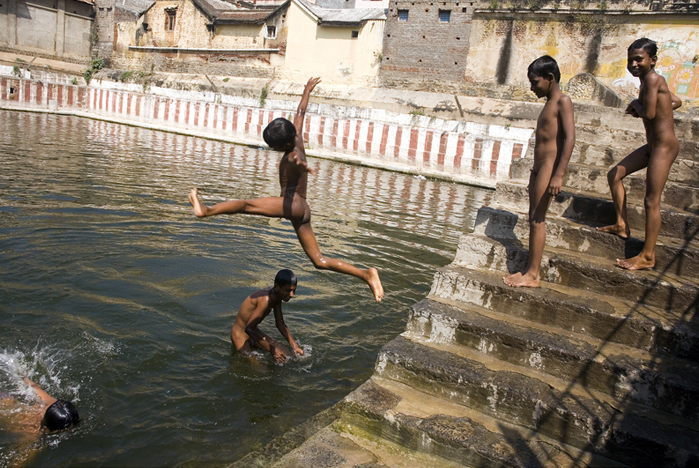
Skoki do wody są formą swobodnej zabawy ruchowej

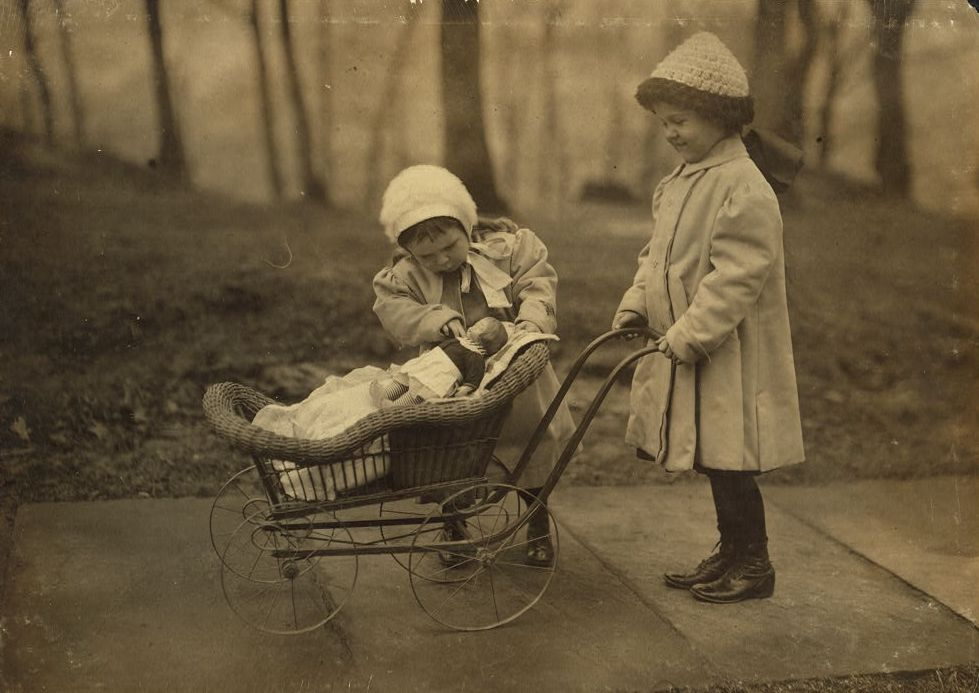
Dziewczynki bawiące się w opiekunki, zabawę zaliczaną do kategorii mimicry

Zabawa – aktywność służąca rozrywce, sięgająca najgłębszych początków ludzkości. Z antropologicznego punktu widzenia nie istnieje społeczność (kultura, cywilizacja), której członkowie nie znaliby zabawy. Zabawa może również służyć edukacji („nauka przez zabawę”), czego dowodem mogą być różnego rodzaju edukacyjne gry komputerowe oraz edutainment. 

## Cechy zabawy
Wśród cech zabawy można wymienić następujące (za Rogerem Caillois):
- Dobrowolność – zabawa jest działaniem, w którym zarówno udział, jak i rezygnacja z niego, są całkowicie zależne od chęci uczestnika/uczestników. Bawiący się lub grający robią to dla własnej przyjemności i bez jakiegokolwiek przymusu.
- Wyodrębnienie, zamknięcie w określonych ramach czasu i przestrzeni – gra i zabawa stanowią zamkniętą rzeczywistość, rozgrywającą się we własnej przestrzeni, starannie oddzielonej od reszty „normalnego” życia. Posiadają też określone ramy czasowe, poza którymi rozciąga się czas szary, nienacechowany radosnym napięciem.
- Zawieranie elementu niepewności – przebieg zabawy czy wynik gry nie mogą być z góry ustalone. Ich istota zawiera się w niespodziance i ciągłemu zaskoczeniu.
- Bezproduktywność – nawet gra o pieniądze nie prowadzi do wytworzenia jakichkolwiek dóbr materialnych; możliwe jest jedynie przemieszczenie własności w ramach grupy grających. Ogólna suma wygranej nie może być większa od sumy, którą przegrali wszyscy uczestnicy gry.
- Ujęcie w normy – świat gry i zabawy rządzony jest przez konwencje i reguły, których przestrzeganie jest warunkiem koniecznym uczestnictwa. Gra rozpada się, jeśli ukazać nonsensowność i konwencjonalność jej reguł.
- Fikcyjność – grom i zabawom opartym na naśladownictwie towarzyszy poczucie odrealnienia, wyodrębnienia się z rzeczywistego życia.

## Kategorie zabawy
Roger Caillois wprowadził podział zabaw na cztery kategorie:
- agon (gr. współzawodnictwo) – należą tu gry i zabawy oparte na wyłonieniu zwycięzcy. Każdy z bawiących się (osób / zespołów) ma identyczne szanse na początku zabawy i jest zobowiązany do przestrzegania określonych reguł. W dążeniu do wygranej bardzo liczą się umiejętności zawodników.

Np.: wszelkie wyścigi, mocowanie się, lekkoatletyka, boks, szermierka, piłka nożna, bilard, warcaby, szachy, w ogóle wszelkie zawody sportowe
- alea (łac. los) – to kategoria zabaw związanych z przypadkiem. Bawiący się mają takie same szanse na początku, jednak w czasie zabawy (gry) nie tyle zdają się na swoje umiejętności, co na zrządzenie losu.

Np.: „entliczek-pentliczek”, „orzeł czy reszka”, zakłady, ruletka, różne rodzaje loterii
- mimicry (naśladowanie) – przynależą tu zabawy oparte na odgrywaniu jakiejś roli, udawanie kogoś innego. Podporządkowanie się ścisłym regułom nie jest tak istotne, ważniejsza jest wyobraźnia i wczucie się w inną osobę.

Do dziecięcych zabaw w naśladowanie należą np. zabawy „w dom” czy „w lekarza”. Elementami związanymi z naśladownictwem w przypadku zabaw mogą być: iluzjonizm, bawienie się lalką, przebieranie, przedstawianie sztuk widowiskowych.
- Ilinx (oszołomienie) – to kategoria skupiająca wszelkie zabawy oparte na doznaniach transowych, upojeniu i panowaniu nad stresem.

Np.: „kręcenie się”, karuzela, huśtawka, chodzenie po linie, narty, alpinizm, ćwiczenia na trapezie.

## Literatura przedmiotu
- Caillois R. (1997), Ludzie i gry, Warszawa
- Huizinga J. (1967), Homo ludens, zabawa jako źródło kultury, Warszawa
- Żygulski K. (1981), Święto i kultura, Warszawa
- Sułkowski B. (1984), Zabawa: studium socjologiczne, wyd. PWN